# Campeonato Mundial de Judo de 1982
El XIII Campeonato Mundial de Judo se celebró en París (Francia) entre el 4 y el 5 de diciembre de 1982 bajo la organización de la Federación Internacional de Judo (IJF) y la Federación Francesa de Judo. Fue un campeonato exclusivo para las categorías femeninas.

## Medallistas

### Femenino
| Evento            | Oro                        | Plata                          | Bronce                                                          |
| ----------------- | -------------------------- | ------------------------------ | --------------------------------------------------------------- |
| –48 kg            | Karen Briggs Reino Unido   | Marie-France Colignon Francia  | Jola Bink · Países Bajos · Hitomi Nakahara · Japón              |
| –52 kg            | Loretta Doyle Reino Unido  | Kaori Yamaguchi Japón          | Christina-Ann Boyd Australia Pascale Doger Francia              |
| –56 kg            | Béatrice Rodriguez Francia | Suzanne Williams Australia     | Eve Aronoff Estados Unidos Diane Bell Reino Unido               |
| –61 kg            | Martine Rottier Francia    | Inger Lise Solheim · Noruega   | Jeannine Peeters · Bélgica · Gabriele Ritschel · RFA            |
| –66 kg            | Brigitte Deydier Francia   | Karin Krüger RFA               | Heidi Andersen · Noruega · Anita Staps · Países Bajos           |
| –72 kg            | Barbara Claßen RFA         | Ingrid Berghmans · Bélgica     | Karin Posch · Austria · Jocelyne Triadou · Francia              |
| +72 kg            | Natalina Lupino Francia    | Margaret Castro Estados Unidos | Maria Teresa Motta · Italia · Marjolein van Unen · Países Bajos |
| Categoría abierta | Ingrid Berghmans · Bélgica | Hiromi Tateishi Japón          | Regina Sigmund RFA Jocelyne Triadou Francia                     |

## Medallero
| Núm. | País           | Oro | Plata | Bronce | Total |
| ---- | -------------- | --- | ----- | ------ | ----- |
| 1    | Francia        | 4   | 1     | 3      | 8     |
| 2    | Reino Unido    | 2   | 0     | 1      | 3     |
| 3    | RFA            | 1   | 1     | 2      | 4     |
| 4    | Bélgica        | 1   | 1     | 1      | 3     |
| 5    | Japón          | 0   | 2     | 1      | 3     |
| 6    | Australia      | 0   | 1     | 1      | 2     |
| 6    | Estados Unidos | 0   | 1     | 1      | 2     |
| 6    | Noruega        | 0   | 1     | 1      | 2     |
| 9    | Países Bajos   | 0   | 0     | 3      | 3     |
| 10   | Austria        | 0   | 0     | 1      | 1     |
| 10   | Italia         | 0   | 0     | 1      | 1     |
|      | TOTAL          | 8   | 8     | 16     | 32    |